# Nodar Doumbadze
Nodar Vladimirovitch Doumbadze (en géorgien : ნოდარ დუმბაძე) est un écrivain de la République socialiste soviétique de Géorgie, né le 14 juillet 1928 à Tiflis, et décédé le 14 septembre 1984 dans cette même ville. Il est lauréat du Prix Lénine en 1980, et membre du Parti communiste de l'Union soviétique en 1964.

## Biographie
Nodar Doumbadze naît le 14 juillet 1928 à Tiflis. Il grandit à Khidistavi, petit village de l'ouest de la Géorgie. Après le lycée il entre à l'Université des sciences économiques de Tbilissi, dont il sort diplômé en 1950. Il y travaille encore plusieurs années comme laborantin.
À partir de 1957, Nodar se consacre entièrement à l'écriture et collabore aux journaux L'Aurore (en géorgien : ცისკარი) et Crocodile (en géorgien : ნიანგის). De 1962 à 1965 il est membre du département scénaristique des studios du Kartuli Pilmi. Il retourne en 1965 au magazine Crocodile dont il devient le rédacteur en chef, ce jusqu'en 1973.
En 1979 il siège au Soviet des nationalités du Soviet suprême, représentant de la RSS de Géorgie.
En septembre 2009, sa tombe fut déplacée au panthéon de Mtatsminda.

## Œuvres de Nodar Doumbadze

### Contes
- Helados
- Le Sang
- Démons
- Les Tziganes
- Le Chien
- La Mère
- D'où vient le faucon en ville ?
- Le Désir
- Ne le bouscule pas !
- Diderot
- Tamerlan
- Le Petit oiseau
- Le Cimetière
- La Corrida
- Soleil

### Histoires
- La Cucaracha

### Romans
- 1960 — Moi, grand-mère, Iliko et Ilarion
- 1962 — Je vois le Soleil
- 1967 — Nuit solaire
- 1971 — Ne t'inquiète pas Maman!
- 1973 — Drapeaux blancs
- 1978 — La loi de l'éternité

### Scénarios
- 1973 — Bon voyage (réalisatrice Lana Gogoberidze)
- 1973 — L'appel (réalisateur Karaman Mgeladze)

### Mise à l'écran
- 1963 — Moi, grand-mère, Iliko et Illarion (réalisateur Tenguiz Abouladze)
- 1965 — Je vois le Soleil
- 1982 — La Cucaracha
- 1990 — Drapeaux blancs

## Distinctions et prix
- 1966 — Prix du Komsomol de Lénine pour ses deux romans Moi, grand-mère, Iliko et Ilarion (1960) et Je vois le Soleil (1962)
- 1973 — Médaille d'Argent du prix littéraire Alexandre Fadeïev pour le roman Ne t'inquiète pas Maman! (1971)
- 1975 — Prix d'État de la RSS de Géorgie, prix Chota Roustavéli
- 1980 — Prix Lénine pour son roman La loi de l'éternité (1978)